# Polyclinum neptunium
Polyclinum neptunium är en sjöpungsart som beskrevs av Hartmeyer 1912. Polyclinum neptunium ingår i släktet Polyclinum och familjen klumpsjöpungar. Inga underarter finns listade i Catalogue of Life.